# Tormenta tropical Bret (2005)
La tormenta tropical Bret fue una corta tormenta tropical de la temporada de huracanes en la cuenca atlántica del año 2005 que alcanzó México el 29 de junio. Bret fue la segunda tormenta en formarse de la temporada.

## Historia meteorológica

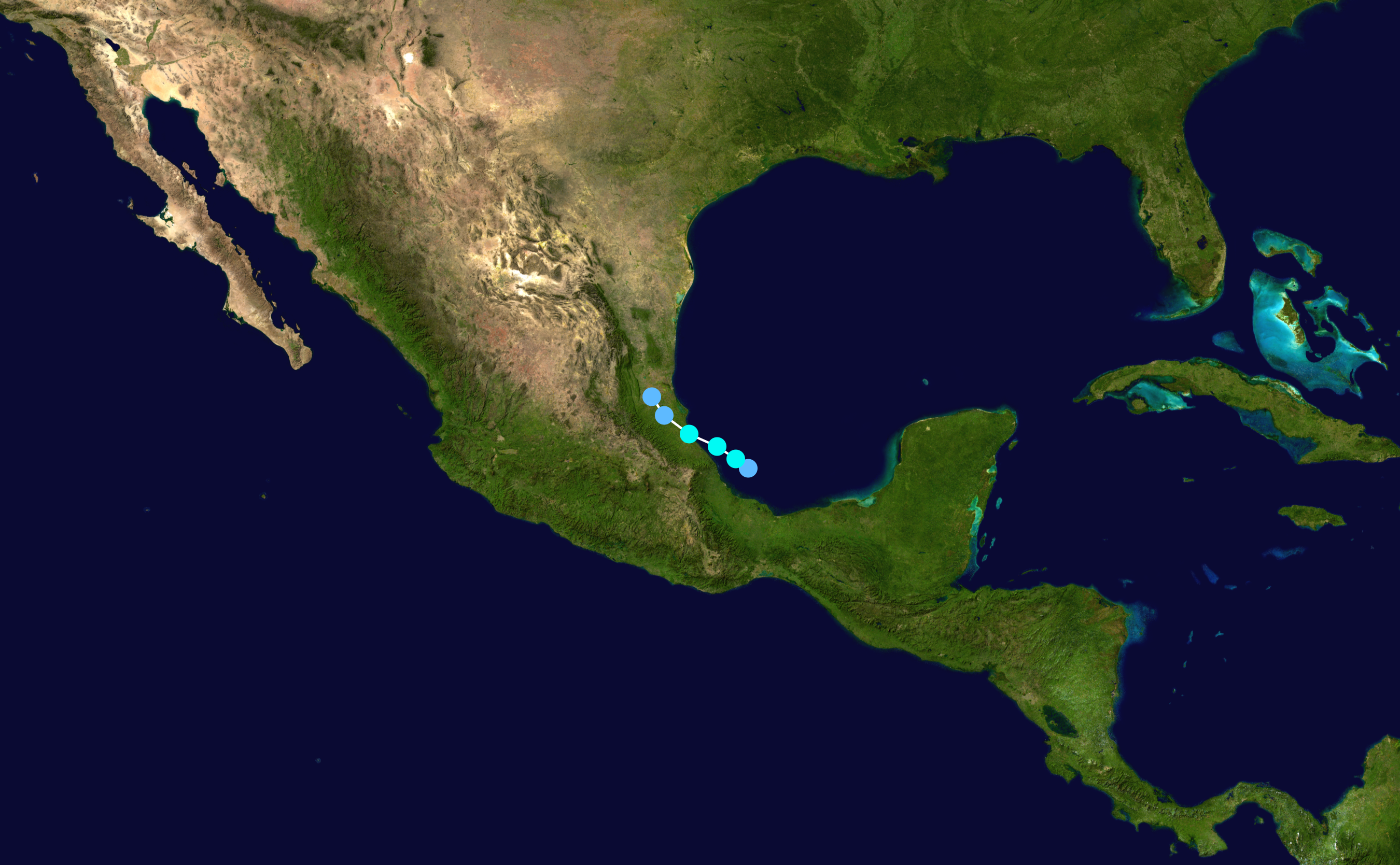
Recorrido de la tormenta.

Del 24 al 27 de junio de 2005, una onda tropical acompañada de una débil zona de bajas presiones cruzó Centroamérica y el este de México. El 28 de junio, hacia las 0:00 UTC, el sistema desarrolló una perturbación tropical en la bahía de Campeche. La convección se organizó en bandas de chubascos y tormentas. A las 18:00 UTC, en el sistema perturbado, se observó una circulación ciclónica con centro a 50 millas náuticas al este-sureste de Veracruz, México. Es así que apareció la segunda depresión tropical de la temporada.
El ciclón se intensificó rápidamente hasta alcanzar la categoría de tormenta tropical, que el National Hurricane Center bautizó como Bret. Se desplazó hacia el oeste-noroeste, mostrando señales de una fuerte intensificación. El 29 de junio, hacia las 12:00 UTC, el centro de Bret afectó a la costa mexicana al sur-sureste de Túxpan, con vientos de 65 km/h. Después de adentrarse en tierra y descargar lluvias en el estado de Veracruz, Bret volvió hacia el norte-noroeste y se disipó en las montañas de San Luis Potosí el 30 de junio hacia las 0:00 UTC.

## Balance

### México
Cientos de hogares fueron dañados por la tormenta. En varias ciudades del Estado de Veracruz, en particular Naranjos y Chinampa, se produjeron importantes inundaciones.
Se informó de la desaparición de varias personas después de que sus vehículos las hubieran llevado a Naranjos , pero sobrevivieron. La única muerte asociada directamente a Bret es la de una persona ahogada en Cerro Azul.

## Curiosidades
Cuando se formó la tormenta tropical Bret, fue la primera vez desde la temporada de 1986 en la que se formaron dos tormentas tropicales en junio.